# Ion Alexe
Ion Alexe (* 25. července 1946, Cornu, župa Prahova) je bývalý rumunský amatérský boxer těžké váhy (nad 81 kg), držitel stříbrné olympijské medaile z Letních olympijských her 1972 v Mnichově a mistr Evropy 1969.
Narodil se v obci Cornu v župa Prahova severně od hlavního města. Boxovat začal v místní tělocvičně, později se propracoval do střediska v Dinamu Bukurešť.

## Alexe na olympijských hrách v Mexiku a Mnichově
Alexe boxoval již na Letních olympijských hrách 1968 v Mexiku. V 1. kole tam porazil zcela jasně 5:0 na body reprezentanta Sierry Leone Johna Cokera, ale ve čtvrtfinále jej zdecimoval později olympijský vítěz George Foreman z USA, který jej porazil r.s.c. Rozhodčí boj zastavil poté, co Foremanova rukavice roztrhla obočí nad Alexeho levým okem.
Na olympijských hrách v Mnichově 1972 porazil v 1. kole Maďara Józsefa Redera 5:0, medaili si zajistil stejně snadnou čtvrtfinálovou výhrou nad Jürgenem Fanghänelem z NDR (vítězství 5:0). V semifinále byl jeho soupeřem Švéd Hasse Thomsén, i s tím si poradil jednoznačně 5:0, načež v boji o zlato měl podstoupit boj s kubánským fenoménem Teófilem Stevensonem, jenže jeho lékař mu pro zranění start zakázal, a tak na Alexeho zbyla stříbrná medaile, která byla jeho největším sportovním úspěchem.

## Alexe na amatérských mistrovstvích Evropy
Titul mistra Evropy získal Alexe v Bukurešti v roce 1969, když v semifinále porazil reprezentanta NSR Petera Hussinga a ve finále pak Bulhara Kirila Pandova. V Madridu o dva roky později prohrál s Hussingem již ve čtvrtfinále. V roce 1973 v Bělehradě se na amatérském mistrovství Evropy probojoval do semifinále, v němž prohrál se sovětským boxerem Sergejem Uljaničem a obdržel bronzovou medaili. Boxoval potom ještě dva roky a v roce 1975 oznámil ukončení kariéry.